# S&H Green Stamps

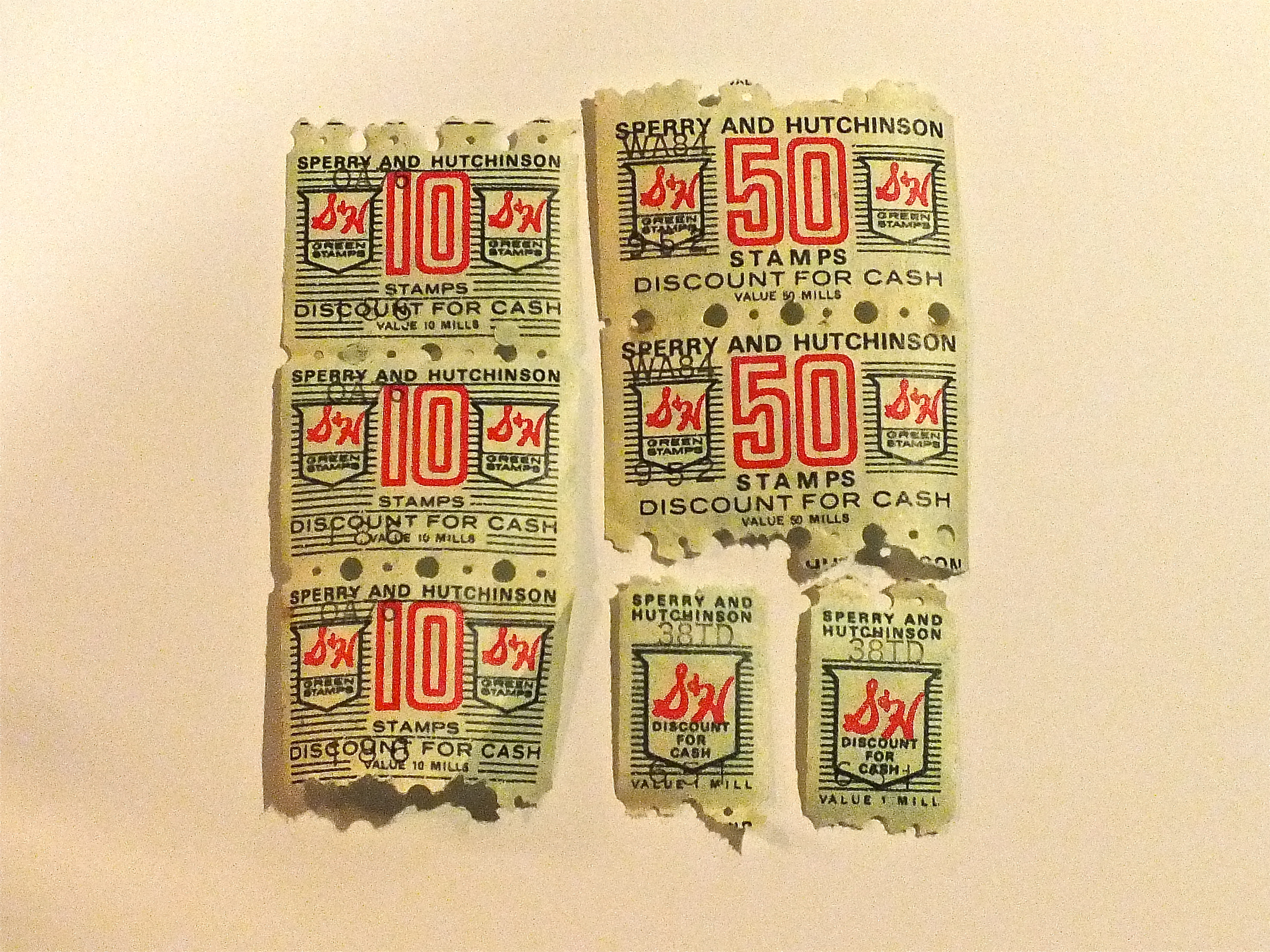
Sellos de S&H Green Stamps en varias denominaciones.

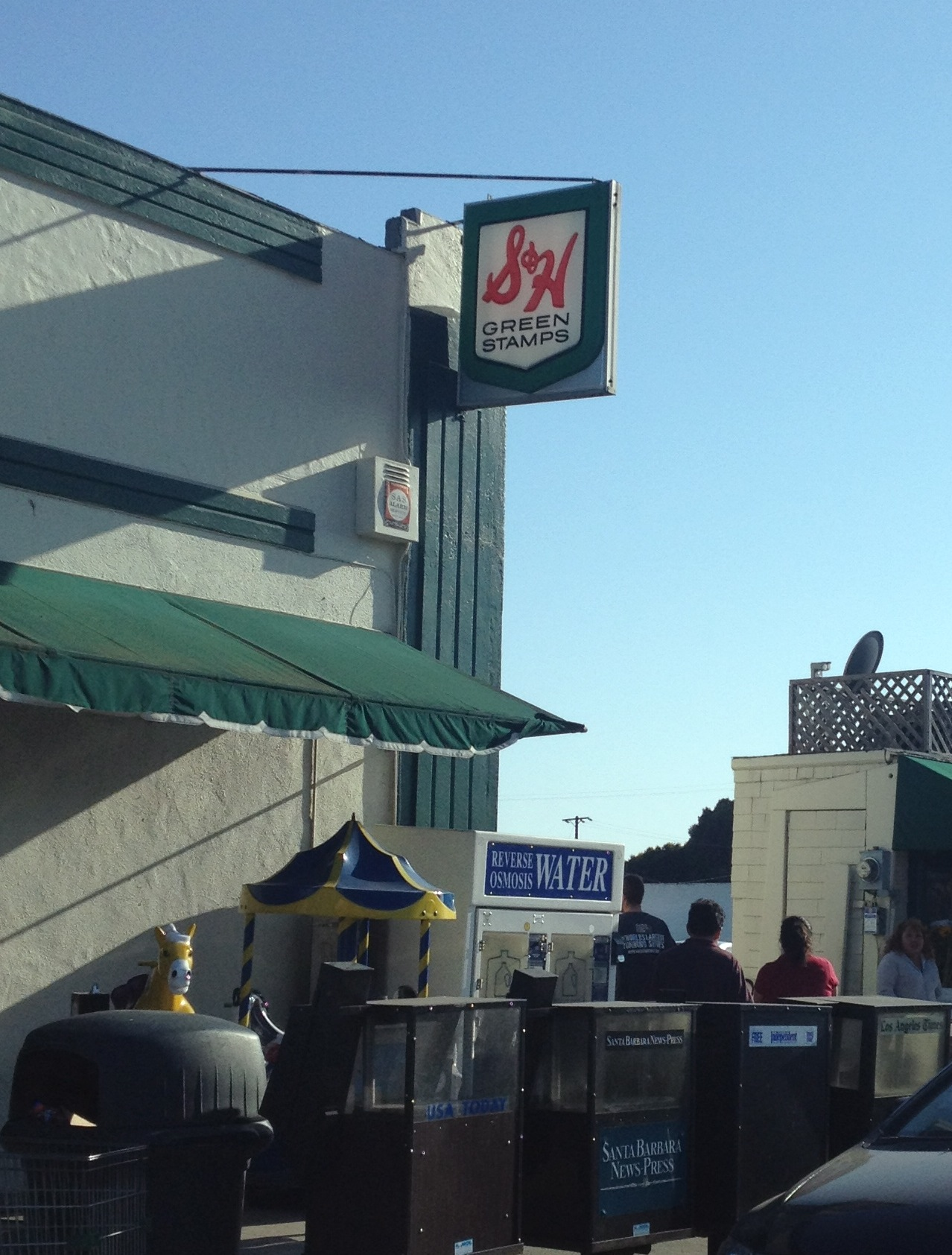
Letrero de S&H Green Stamps conservado en un almacén de Goleta (California).

S&H Green Stamps fue una línea de sellos comerciales populares en los Estados Unidos desde 1896 hasta finales de la década de 1980. Fueron distribuidos como parte de un programa de fidelización operado por la empresa Sperry & Hutchinson (S&H), fundada en 1896 por Thomas Sperry y Shelley Byron Hutchinson. Durante la década de 1960, la empresa emitió más sellos que el Servicio Postal de los Estados Unidos y distribuyó 35 millones de catálogos al año. Los clientes recibían sellos en las cajas de supermercados, grandes almacenes y gasolineras, entre otros comercios, que luego podían canjear por productos del catálogo. El sistema «Top Value Stamps» cesó sus operaciones a principios de la década de 1980, después de lo cual S&H aceptaría libretas de ahorro para aquellos que se quedaran con libros Top Value no canjeados, antes de que S&H también dejara de operar.
S&H Green Stamps tenía varios competidores, incluidos Greenbax Stamps ofrecidos por los supermercados Piggly Wiggly, Gold Bell Gift Stamps (en el Medio Oeste), Triple S Stamps (ofrecido por los supermercados Grand Union), Gold Bond Stamps, Blue Chip Stamps, Plaid Stamps (un proyecto de los supermercados A&P), Top Value Stamps, King Korn Stamps, Quality Stamps, Gunn Brothers otorgados por Safeway, Buccaneer y Eagle Stamps (un proyecto de varias divisiones de May Department Stores Co. de St. Louis, Missouri, y ofrecido, en particular, por tiendas, supermercados, farmacias, gasolineras y tintorerías de May Company en el área de Cleveland, Ohio).

## Historia

### Inicios

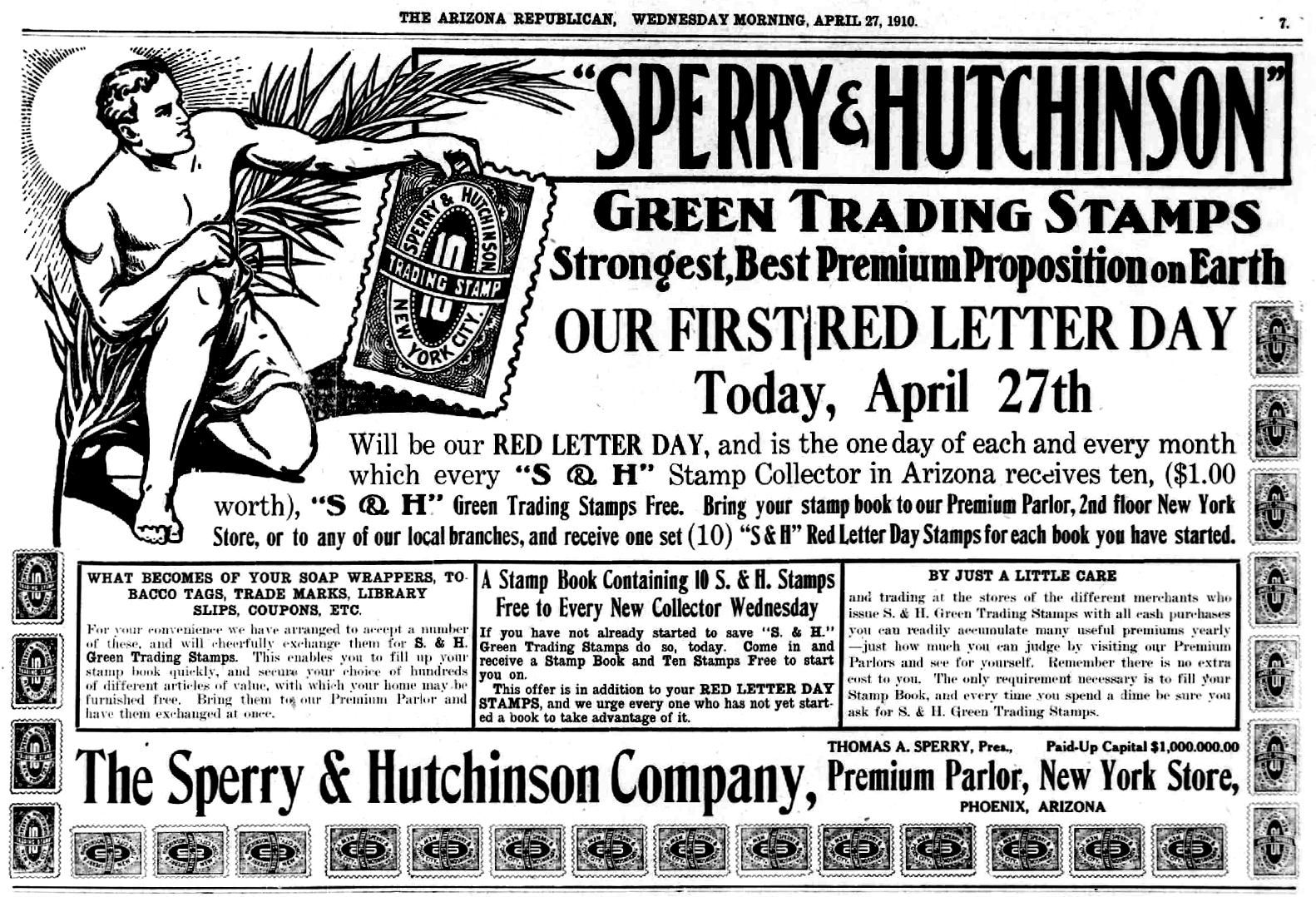
Publicidad del programa de sellos en 1910, que muestra las estampillas y describe el programa y sus ofertas.

Sperry & Hutchinson comenzó a ofrecer sellos a minoristas estadounidenses en 1896. Las organizaciones minoristas que distribuían los sellos eran principalmente supermercados, estaciones de servicio de gasolina y tiendas. Compraban las estampillas de S&H y las entregaban como bonificación a los compradores en función del monto en dólares de la compra. Un artículo de una revista de 1963 afirmaba que el supermercado medio pagaba 2,45 dólares por las estampillas necesarias para llenar un libro de colección.
Los sellos se emitieron en denominaciones de uno, diez y cincuenta puntos, perforados con un reverso engomado. A medida que los compradores acumulaban los sellos, humedecían el reverso y los pegaban en libros para coleccionar, que S&H proporcionaba gratuitamente. Los libros contenían 24 páginas y llenar una página requería 50 puntos, por lo que cada libro contenía 1200 puntos. Luego, los compradores podrían intercambiar libros llenos por premios, incluidos artículos para el hogar y otros artículos, en la tienda local de Green Stamps o mediante catálogo. A cada premio se le asignó un valor expresado por el número de libros de sellos llenos necesarios para obtenerlo.

### Clasificación y crecimiento internacional
Green Stamps fue uno de los primeros programas de fidelización minorista, mediante el cual los minoristas compraban los sellos a la empresa operadora y luego los regalaban a una tarifa determinada por el comerciante. Algunos compradores elegirían un comerciante sobre otro porque entregaban más sellos por cada dólar gastado.
La empresa también comerciaba en el extranjero. A principios de la década de 1960, inició S&H Pink Stamps en el Reino Unido, después de haber sido superada en su marca de «escudo verde» durante 1958 por Green Shield Trading Stamp Company de Richard Tompkins.

### Decadencia

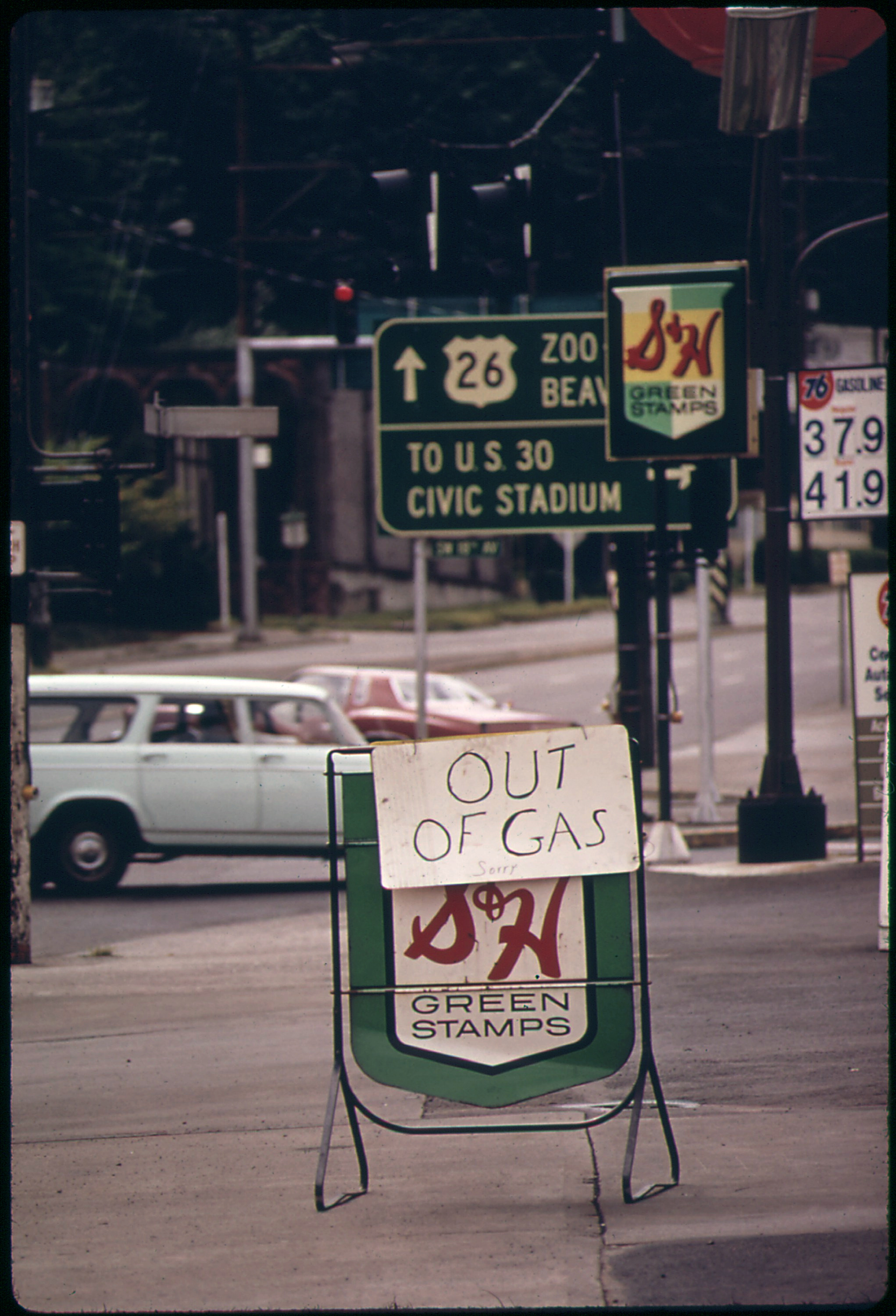
Letrero de S&H reconvertido para indicar desabastecimiento de gasolina en 1973.

#### Asuntos legales
En 1972, la empresa fue llevada ante la Corte Suprema de los Estados Unidos por violar la doctrina de la injusticia. En el caso FTC contra Sperry & Hutchinson Trading Stamp Co., el tribunal sostuvo que restringir el comercio de sellos era ilegal.
Sperry and Hutchinson fue vendida por los sucesores de los fundadores en 1981 a Baldwin United. En 1999, un miembro de la familia fundadora Sperry la compró a Leucadia National, un holding. En ese momento, sólo unas 100 tiendas estadounidenses ofrecían sellos de Green Stamps.

#### Comercio en línea
Finalmente, con el auge de Internet y la World Wide Web, la empresa modificó sus prácticas y ofreció «Greenpoints» (en español: "puntos verdes") como recompensa por las compras en línea. Los Greenpoints se podían ganar y canjear sólo en unas pocas tiendas, como Foodtown en los estados de Nueva York y Nueva Jersey.
El programa S&H Greenpoints se suspendió a partir del 4 de octubre de 2020 y se anunció que todos los S&H Green Stamps heredados ya no tenían valor y ya no podían canjearse, mientras que los totales de S&H Greenpoints se transferirían a un nuevo programa llamado Freshpoints.

### Adquisición
Anthony Zolezzi, fundador de Bubba Gump Shrimp Company, Pet Promise Natural Dog Food y Greenopolis Recycling Rewards, compró la empresa en 2013 con planes de relanzarla.

## División de muebles
Entre 1969 y 1971, Sperry & Hutchinson compró cuatro empresas de muebles, que pasaron a formar parte de una división de muebles con sede en Richmond (Virginia), en 1974. Mientras que S&H compró otras empresas de muebles, las primeras cuatro se convirtieron en una división con sede en High Point (Carolina del Norte) llamada S&H Furniture en 1976. En 1981, los ejecutivos de S&H compraron la división junto con otros inversores, formando LADD Holding Co. en 1981 y LADD Furniture Inc. en 1983.

## S&H Solutions
El 7 de diciembre de 2006 se anunció que Pay By Touch, con sede en San Francisco, compró S&H Solutions. El precio de compra superó los 100 millones de dólares en efectivo y acciones. Pay By Touch cerró repentinamente sus operaciones en 2008 y vendió sus activos a otras corporaciones. S&H Solutions fue adquirida en 2012 por Prologics Redemption Solutions, una empresa que crea sistemas de recompensa por fidelidad para minoristas de marca blanca.